# Eesti tippmodell (mùa 4)
Mùa thứ tư của Eesti tippmodell được dựa theo America's Next Top Model của Tyra Banks. Liisi Eesmaa và Urmas Väljaots vẫn là giám khảo của chương trình, còn Toomas Volkmann sẽ không còn làm giám khảo nữa nên thay thế ông là Mari-Liis Helvik.
Trong mùa giải này, buổi đánh giá và loại trừ của các thí sinh sẽ không có thứ tự gọi tên và sẽ có thể được diễn ra bất cứ lúc nào như sau buổi chụp hình, tại ngôi nhà chung, trên đường đi,... Và các thí sinh có thể bị loại ở bất cứ lúc nào trong cuộc thi. Ngoài ra, không có điểm đến quốc tế trong mùa này.
Người chiến thắng trong cuộc thi là Kätlin Hallik, 22 tuổi từ Tallinn. Cô giành được giải thưởng gồm một hợp đồng quảng cáo cho Dormeo, một hợp đồng quảng cáo cho Kallos Cosmetics cùng với 1 năm sử dụng mỹ phẩm và một chiếc Toyota Avensis.

## Các thí sinh
(Tuổi tính từ ngày dự thi)
| Thí sinh | Thí sinh              | Tuổi | Chiều cao               | Quê quán | Bị loại ở | Hạng                    |
| -------- | --------------------- | ---- | ----------------------- | -------- | --------- | ----------------------- |
|          | Maria Zahhartsuk      | 19   | 1,71 m (5 ft 7+1⁄2 in)  | Tallinn  | Tập 2     | 14                      |
|          | Diana Haprova         | 26   | 1,69 m (5 ft 6+1⁄2 in)  | Tallinn  | Tập 3     | 13 (tước quyền thi đấu) |
|          | Liina Ilves           | 24   | 1,65 m (5 ft 5 in)      | Tallinn  | Tập 4     | 12–11                   |
|          | Taavet Suurmõts       | 22   | 1,93 m (6 ft 4 in)      | Räpina   | Tập 4     | 12–11                   |
|          | Joosep Padu           | 22   | 1,82 m (5 ft 11+1⁄2 in) | Läänemaa | Tập 5     | 10                      |
|          | Kristjan Sõrg         | 23   | 1,75 m (5 ft 9 in)      | Tallinn  | Tập 7     | 9                       |
|          | Alice Philips         | 19   | 1,80 m (5 ft 11 in)     | Tallinn  | Tập 8     | 8–7                     |
|          | Rait Nöör             | 19   | 1,87 m (6 ft 1+1⁄2 in)  | Viljandi | Tập 8     | 8–7                     |
|          | Helena Pertens        | 20   | 1,73 m (5 ft 8 in)      | Tallinn  | Tập 9     | 6                       |
|          | Anastassia Bubnilkina | 21   | 1,64 m (5 ft 4+1⁄2 in)  | Kiviõli  | Tập 10    | 5                       |
|          | Antonio Kass          | 18   | 1,85 m (6 ft 1 in)      | Tallinn  | Tập 12    | 4                       |
|          | Evelina Säkk          | 21   | 1,72 m (5 ft 7+1⁄2 in)  | Narva    | Tập 12    | 3                       |
|          | German Pinelis        | 19   | 1,78 m (5 ft 10 in)     | Pärnu    | Tập 12    | 2                       |
|          | Kätlin Hallik         | 22   | 1,70 m (5 ft 7 in)      | Tallinn  | Tập 12    | 1                       |

## Các tập
| TT. tổng thể | TT. trong mùa phim | Tiêu đề                                            | Ngày phát hành gốc   |
| ------------ | ------------------ | -------------------------------------------------- | -------------------- |
| 43           | 1                  | "The model who can't find friends"                 | 14 tháng 12 năm 2015 |
| 44           | 2                  | "The model who plays with health"                  | 21 tháng 12 năm 2015 |
| 45           | 3                  | "The model with a fear of humor"                   | 28 tháng 12 năm 2015 |
| 46           | 4                  | "The model who saw a vacuum in the mirror"         | 4 tháng 1 năm 2016   |
| 47           | 5                  | "The model that lands in manure"                   | 11 tháng 1 năm 2016  |
| 48           | 6                  | "The model who is too blonde"                      | 18 tháng 1 năm 2016  |
| 49           | 7                  | "The model who is dazzled by his own mirror image" | 25 tháng 1 năm 2016  |
| 50           | 8                  | "The model who betrays the cutest"                 | 1 tháng 2 năm 2016   |
| 51           | 9                  | "The model who played the trumps"                  | 8 tháng 2 năm 2016   |
| 52           | 10                 | "The model who left, nail marks on the cheek"      | 15 tháng 2 năm 2016  |
| 53           | 11                 | "The model who can't change herself"               | 22 tháng 2 năm 2016  |
| 54           | 12                 | "Finale"                                           | 29 tháng 2 năm 2016  |

## Kết quả
| 1     | Kätlin     | AT   | AT   | AT   | CAO  | AT   | AT   | CAO  | AT   | CAO  | AT   | AT  | THẮNG |  |  |  |  |  |  |  |  |  |  |
| 2     | German     | AT   | AT   | AT   | AT   | AT   | AT   | AT   | CAO  | AT   | THẤP | CAO | LOẠI  |  |  |  |  |  |  |  |  |  |  |
| 3     | Evelina    | MIỄN | THẤP | AT   | THẤP | AT   | AT   | AT   | AT   | AT   | THẤP | AT  | LOẠI  |  |  |  |  |  |  |  |  |  |  |
| 4     | Antonio    |      | AT   | AT   | AT   | AT   | MIỄN | MIỄN | AT   | AT   | AT   | AT  | LOẠI  |  |  |  |  |  |  |  |  |  |  |
| 5     | Anastassia | AT   | AT   | AT   | AT   | MIỄN | THẤP | AT   | CAO  | AT   | LOẠI |     |       |  |  |  |  |  |  |  |  |  |  |
| 6     | Helena     | AT   | AT   | MIỄN | AT   | AT   | AT   | THẤP | AT   | LOẠI |      |     |       |  |  |  |  |  |  |  |  |  |  |
| 7–8   | Alice      | AT   | AT   | AT   | AT   | CAO  | THẤP | AT   | LOẠI |      |      |     |       |  |  |  |  |  |  |  |  |  |  |
| 7–8   | Rait       | AT   | AT   | AT   | THẤP | THẤP | AT   | AT   | LOẠI |      |      |     |       |  |  |  |  |  |  |  |  |  |  |
| 9     | Kristjan   | AT   | CAO  | AT   | AT   | AT   | AT   | LOẠI |      |      |      |     |       |  |  |  |  |  |  |  |  |  |  |
| 10    | Joosep     | AT   | AT   | AT   | LOẠI |      |      |      |      |      |      |     |       |  |  |  |  |  |  |  |  |  |  |
| 11–12 | Liina      | AT   | AT   | LOẠI |      |      |      |      |      |      |      |     |       |  |  |  |  |  |  |  |  |  |  |
| 11–12 | Taavet     | AT   | AT   | LOẠI |      |      |      |      |      |      |      |     |       |  |  |  |  |  |  |  |  |  |  |
| 13    | Diana      | AT   | TQTĐ |      |      |      |      |      |      |      |      |     |       |  |  |  |  |  |  |  |  |  |  |
| 14    | Maria      | LOẠI |      |      |      |      |      |      |      |      |      |     |       |  |  |  |  |  |  |  |  |  |  |

     Thí sinh an toàn
     Thí sinh được miễn loại
     Thí sinh bị loại
     Thí sinh có nguy cơ bị loại
     Thí sinh có tấm ảnh đẹp nhất
     Thí sinh bị tước quyền thi đấu
     Thí sinh ban đầu bị loại nhưng được cứu
     Thí sinh bị loại trước phòng đánh giá
     Thí sinh chiến thắng cuộc thi
- Nửa đầu tập 1 là tập casting. Từ hàng trăm chàng trai và cô gái được giảm xuống còn 13 thí sinh.
- Trong tập 1, không có ai bị loại.[15]
- Trong tập 2, Evelina được miễn loại vì chiến thắng thử thách.[16]
- Trong tập 3, Antonio được thêm vào cuộc thi. Diana bị tước quyền thi đấu vì đã gọi điện cho gia đình và tiết lộ địa điểm chụp ảnh trong quá trình quay phim.[17]
- Trong tập 4, Helena được miễn loại vì chiến thắng thử thách.[18]
- Trong tập 6, Anastassia[19] được miễn loại vì chiến thắng thử thách. Rait là thí sinh tiếp theo bị loại, nhưng đã được cứu vì đó là ngày đó là sinh nhật của anh ấy.[20]
- Trong tập 7, có 2 buổi đánh giá riêng biệt. Antonio được miễn loại vì chiến thắng thử thách.[21]
- Trong tập 8, Alice và Rait đều bị loại ngay tại buổi chụp hình vì không nghiêm túc. Chính vì thế, không ai khác bị loại trong tuần đó.[22]
- Trong tập 11, không có ai bị loại.

### Buổi chụp hình
- Tập 1: Tạo dáng trên đỉnh sân khấu Lauluväljak theo cặp cho mắt kính Instrumentarium
- Tập 2: Quyến rũ theo cặp (lấy cảm hứng từ Năm mươi sắc thái)
- Tập 3: Những bức tượng sống trong phòng tắm hơi theo cặp[23]
- Tập 4: Tạo dáng theo cặp cho trang sức Goldtime
- Tập 5: Thời trang đồng quê với động vật
- Tập 6: Thể hiện cá tính với xe Toyota cho lịch Amserv
- Tập 7: Thời trang thập niên 1920 theo cặp cho trang sức Expressions (lấy cảm hứng từ Gatsby vĩ đại)
- Tập 8: Cặp đôi mới cưới[24]
- Tập 9: Ảnh chân dung trắng đen tự nhiên
- Tập 10: Thời trang Manga trong thiết kế của Liisi Eesmaa; Tạo dáng với vẹt ở bãi biển cho kẹo Fazer Tutti Frutti
- Tập 11: Tạo dáng với một phụ kiện bất kì; Ảnh chân dung hương vị cho kem Magnum